# Víctor María Cáceres
Víctor María Cáceres (La Rioja, Argentina; 22 de julio de 1912 - Córdoba, Argentina; 1 de diciembre de 1958) fue un dramaturgo, escritor y escribano argentino, cuya obra teatral fue escasa, pero importante y siguen siendo representadas en la actualidad.

## Biografía
Víctor María Cáceres nació el 22 de julio de 1912 en la ciudad de La Rioja, tuvo cinco hermanos: Amelia Bersabé (madre del poeta Dardo Fermín Morales Cáceres), Julio Fernando Segundo, Laura María, Marcelina Luisa, y Simeón César.
En La Rioja cursó sus estudios primarios y secundarios y se recibió de escribano en la ciudad de Córdoba. Después de completar sus estudios terciarios, fue nombrado director del teatro Rivera Indarte (Actualmente, Teatro San Martín).
Al regresar a su provincia natal  fundó el CRAE (Centro Riojano de Arte Escénico, junto con Alfredo Parada Larrosa. Los ensayos se realizaban en el Círculo Católico de Obreros, y las obras eran estrenadas en el antiguo Cine Monumental por un elenco vocacional dirigido por Jorge Fernando Castellanos.
Se casó con Irma Rosa Canellada, con la que tuvo tres hijas: Rosa de las Mercedes, Marta Eugenia y Bárbara Vicenta Patricia.

## Últimos años y muerte
Cuando la Universidad Nacional de Cuyo instaló una delegación en La Rioja, fue convocado para dirigir el teatro-escuela, pero tuvo que abandonar el proyecto por razones de salud. Mientras su esposa estaba internada en el hospital de Córdoba, Victor María sufrió un ataque cardíaco y falleció el 1 de diciembre de 1958.
.

## Legado
El teatro Riojano fue la obra conjunta de personalidades como Juan Zacarías Agüero Vera, Peregrina Ozán Dellisola, José Miguel Castro, Hedith Celia Huniken y Ariel Ferraro. Pero Cáceres fue la figura principal del movimiento teatral riojano y se le considera un emblema de la Provincia.  El 21 de agosto de 1982, el Teatro Provincial cambió su nombre por el de Víctor María Cáceres.

## Obras destacadas
- De vuelta al nido (teatro).
- Don Fabián (teatro).
- ¿Lloverá? (teatro).
- La mía nena (teatro).
- Adelaida (teatro - inédita).
- Provincianía (relatos) 1951.